# Deșerturile statului Arizona

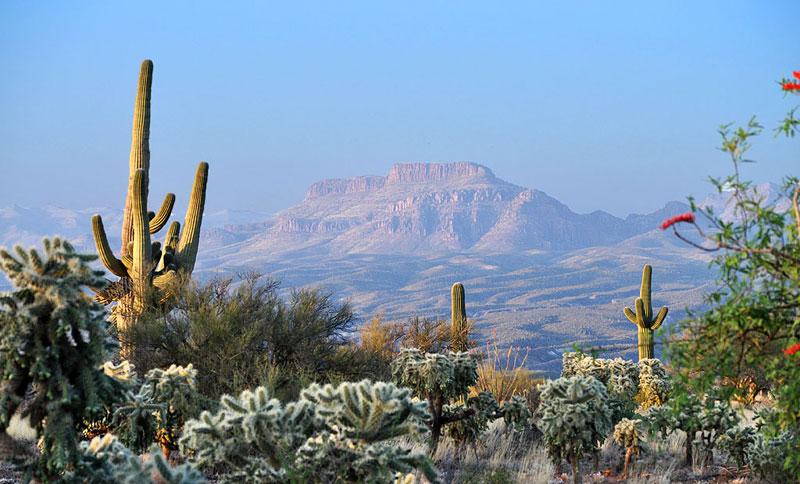
Vedere a munților Galiuro dinspre localitatea San Manuel, statul Arizona (imaginea a fost luată dinspre Redington Road, o șosea aflată la sudest de localitate). Autor Sm85631. Zona este una deșertică cu floră și faună bogată.

Această pagină este o listă a deșerturilor din statul Arizona, care sunt integral sau parțial conținute în teritoriul său statal.

## Deșertul Chihuahua
Deșertul Chihuahua  este, după întinderea sa de aproape 365.000 de km2, cel de-al treilea deșert al emisferei nordice după Sahara (din nordul Africii) și cel al Marelui Bazin (care ocupă cea mai mare parte a statului Utah).  Se găsește în partea nord-estică a Mexicului (cea mai mare parte a sa), respectiv în partea central sudică a Statelor Unite ale Americii. Se întinde pe teritoriile a cinci state mexicane, Chihuahua, Coahuila, Durango, Nuevo León și Zacatecas, respectiv pe teritoriile a trei state americane: Arizona, New Mexico și Texas.

## Deșertul Lechuguilla
Deșertul Lechuguilla este un deșert mic, de sine stătător, parte a marelui Deșert Sonora, aflat la granița sud-vestică a Arizonei și Mexicului. Se găsește în întregime în regiunea Văii inferioare a fluviului Colorado (en  Lower Colorado Valley). Ocupă zona dintre munții en  Gila ai comitatului Yuma și en  Cabeza Prieta, un lanț montan cu o altitudine maximă de 863 de metri, într-un vârf nenumit.  Deșertul este denumit după o specie de agave, numită en  Lechuguilla, cu numele științific de Agave lecheguilla, o varietate local endemică, întrucât este specifică doar deșertului Chihuahua, care se află sute de kilometri buni înspre est.

## Deșertul Mojave
Deșertul Mojave  este unul din cele mai mici deșerturi nord-americane, cu o suprafață de puțin peste 34.000 km². Deșertul se află în sud-vestul Statelor Unite ale Americii, ocupând o parte din zona de sud-est a Californiei, nord-vestul statului Arizona, sud-vestul statului Utah și o mică parte a sudului statului Nevada.

## Deșertul Pictat

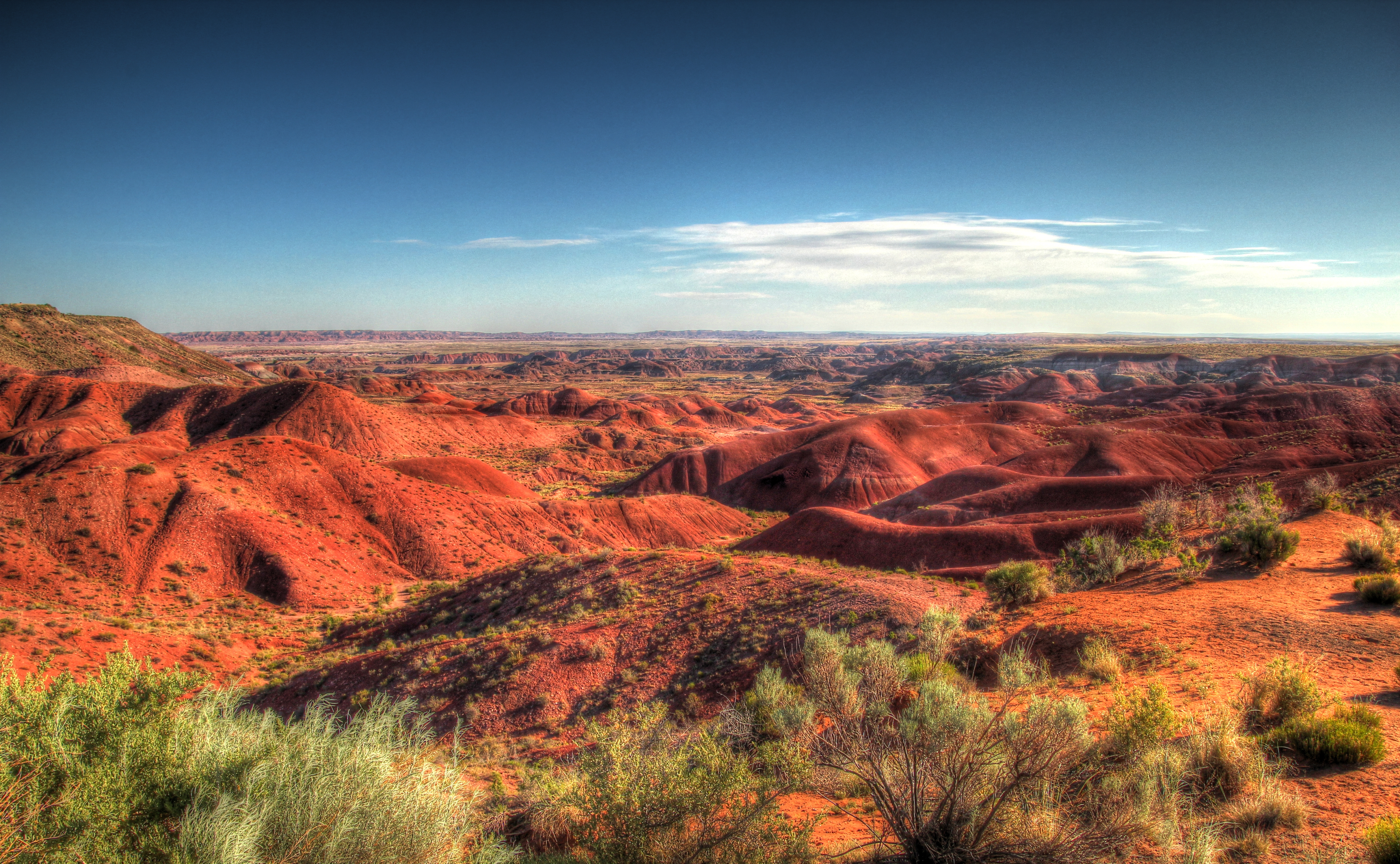
Vedere generală a Deșertului Pictat (Autor katsrcool)

Deșertul Pictat (The Painted Desert) este un deșert al vestului Statelor Unite, situat în regiunea numită Patru Colțuri, situată la intersecția (unică în Statele Unite) a patru state, Arizona, Utah, Colorado și New Mexico.  Deșertul Pictat a fost denumit astfel în 1540 de exploratorul spaniol Francisco Vázquez de Coronado în timpul expediției sale de explorare a celor en  Șapte orașe ale Cibolei, pe care le-a descoperit la circa 60 de km est de Petrified Forest. Realizând că acele orașe ale Cibolei nu sunt defel din aur, de Coronado a trimis o mini-expediție ca să găsească fluviul Colorado pentru realimentarea trupei sale militare cu apă. Trecând prin zona superb colorată, spaniolii au denumit-o "El Desierto Pintado" - Deșertul Pictat.
Situat între marginea estică a Parcului național al Marelui Canion și marginea sud-estică a  Petrified Forest National Park, Deșertul Pictat este faimos pentru culorile sale briliante, mergând de la roșu intens până la nuanțe de violet liliachiu. The Painted Desert continuă la nord, pe teritoriul Națiunii Navajo.

## Deșertul Sonora
Deșertul Sonora (The Sonoran Desert), cu o suprafață de circa 312.000 km 2 este al doilea cel mai întins deșert din America de Nord și unul dintre cele mai fierbinți. Desierto de Sonora, cum este denumit în spaniolă, acoperă părți însemnate din statele american  Arizona și mexican Sonora, respectiv porțiuni semnificative ale sudului și sud-estului statului american  California, precum și o bună parte a nordului statului mexican Baja California. 

## Deșertul Tonopah
Deșertul Tonopah (Tonopah Desert) este zonă deșertică aparte a Deșertului Sonora, situat la vest de capitala statului, Phoenix, și în vestul comitatului Maricopa. Este considerat un deșert aparte întrucât acoperă un platou jos, situat la o altitudine medie de circa 350 de metri, cu o suprafață totală de circa 1.200 de km2, bordată de două râuri, Hassayampa (la est și sud-est) și Gila (la sud-est), valea unui torent (Centennial Wash) și mai multe grupe montane la sud-vest, vest, nord-vest, nord și nord-est.
Izolarea sa geografică față de restul Deșertului sonoran face ca Tonopah Desert să posede caracteristici unicat în caracterisiticle sale climaterice și pluviogarfice, dar și în varietățile florei și faunei. 

## Deșertul Tule (Arizona)

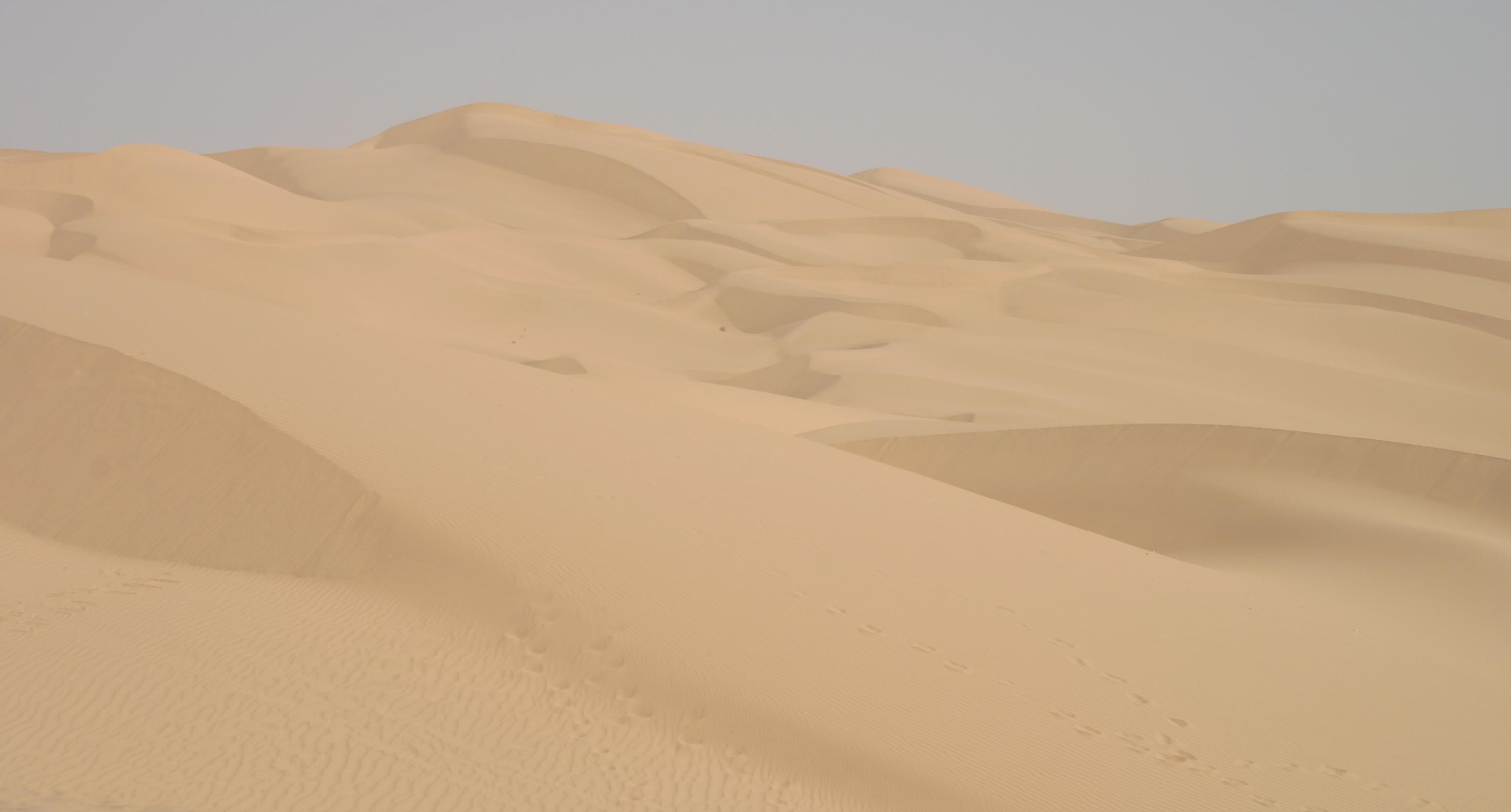
Zona dunelor imperiale (The Imperial Dunes) din Deșertul Yuma.

Deșertul Tule (Arizona) (The Tule Desert) este un deșert mic, parte a Deșertului Sonora, localizat în partea sud-vestică a statului Arizona, în apropierea graniței dintre Statele Unite și Mexic.  Întrucât se găsește aproape integral inclus în baza aeriană Barry M. Goldwater Air Force Range a forțelor armate aeriene a Statelor Unite, nu este accesibil publicului iubitor de drumeții în deșert. 
[The] Tule Desert se găsește de asemenea la marginea nordică a deșertului Gran Desierto de Altar din statul Sonora. 

## Deșertul Yuma
Deșertul Yuma, este secțiunea de cea mai joasă altitudine a deșertului Sonora, considerat un deșert separat datorită climatului său extrem și al regimului pluviometric extrem de sărac. Conține suprafețe mari de vegetație foarte săracă și zone notabile de dune de nisip. Este considerat ca unul dintre cele mai sărace și uscate deșerturi ale Americii de Nord.

## Alte articole
- Climat arid
- Climat semiarid
- Deșert
- Deșertificare
- Dună
- Dune

## Galerie de imagini

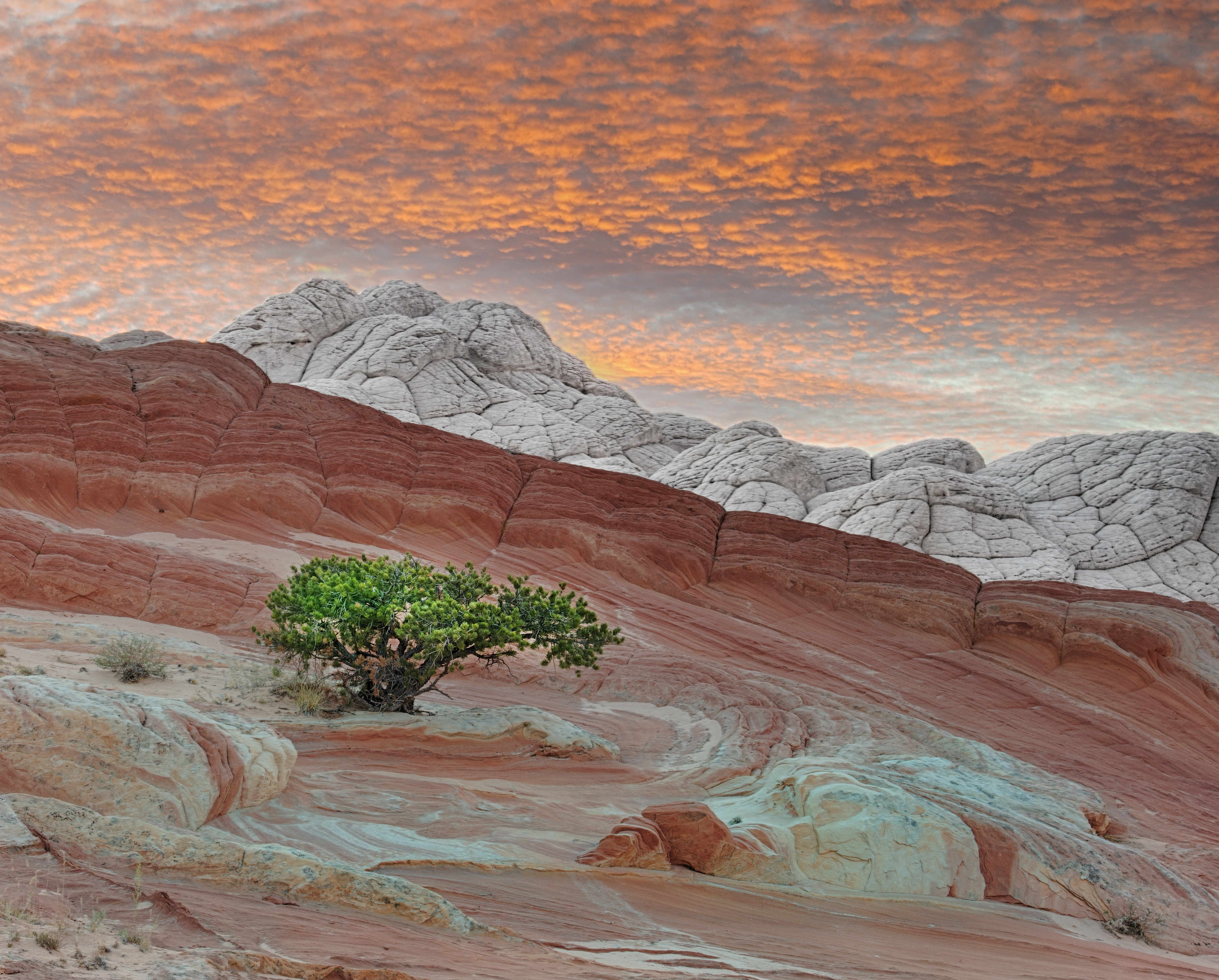
Deșertul Pictat, nordul statului  Arizona
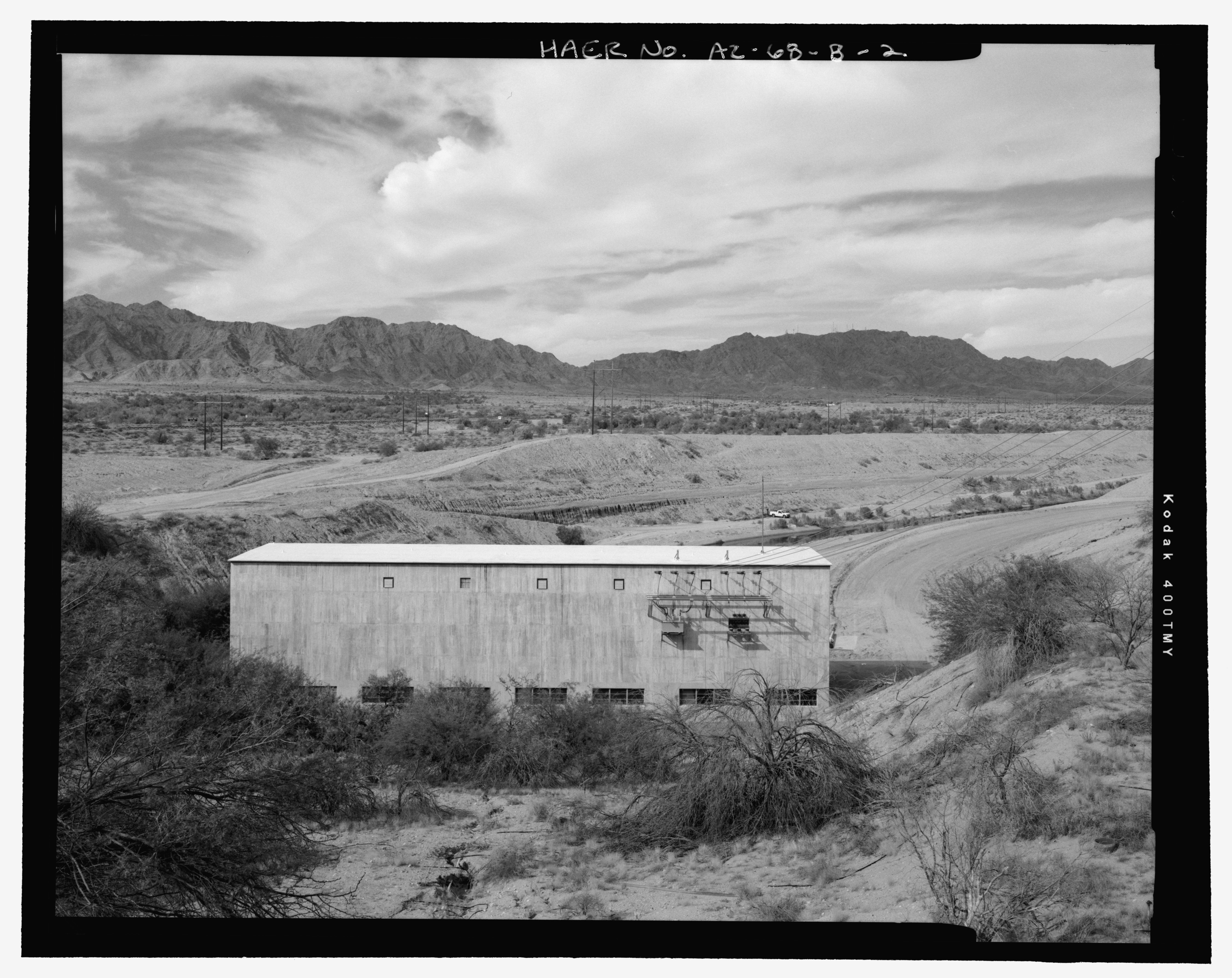
Stație de pompare a apei a sistemului de irigare Wellton-Mohawk din Deșertul Lechuguilla
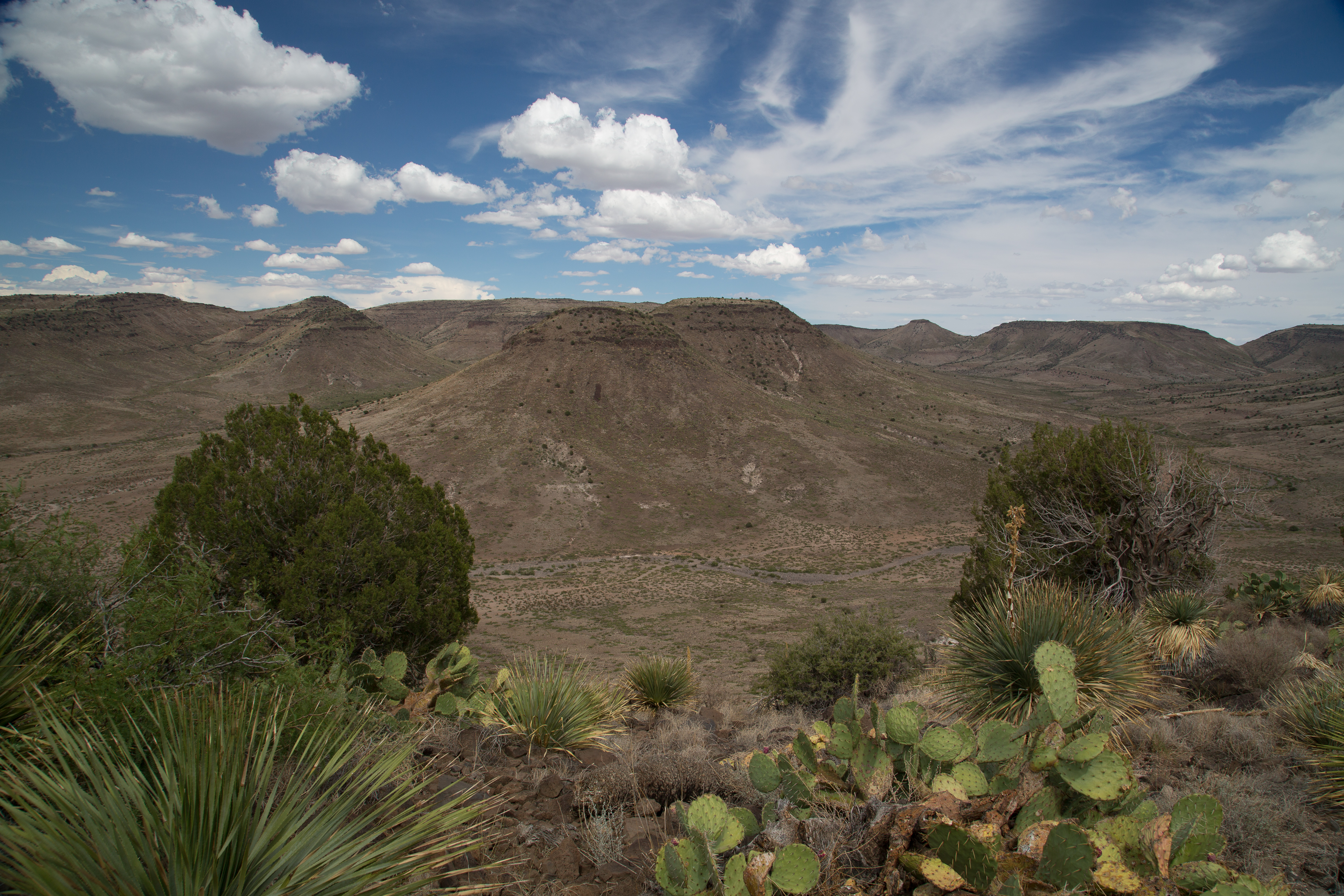
Deșertul Chihuahua, munții Las Uvas
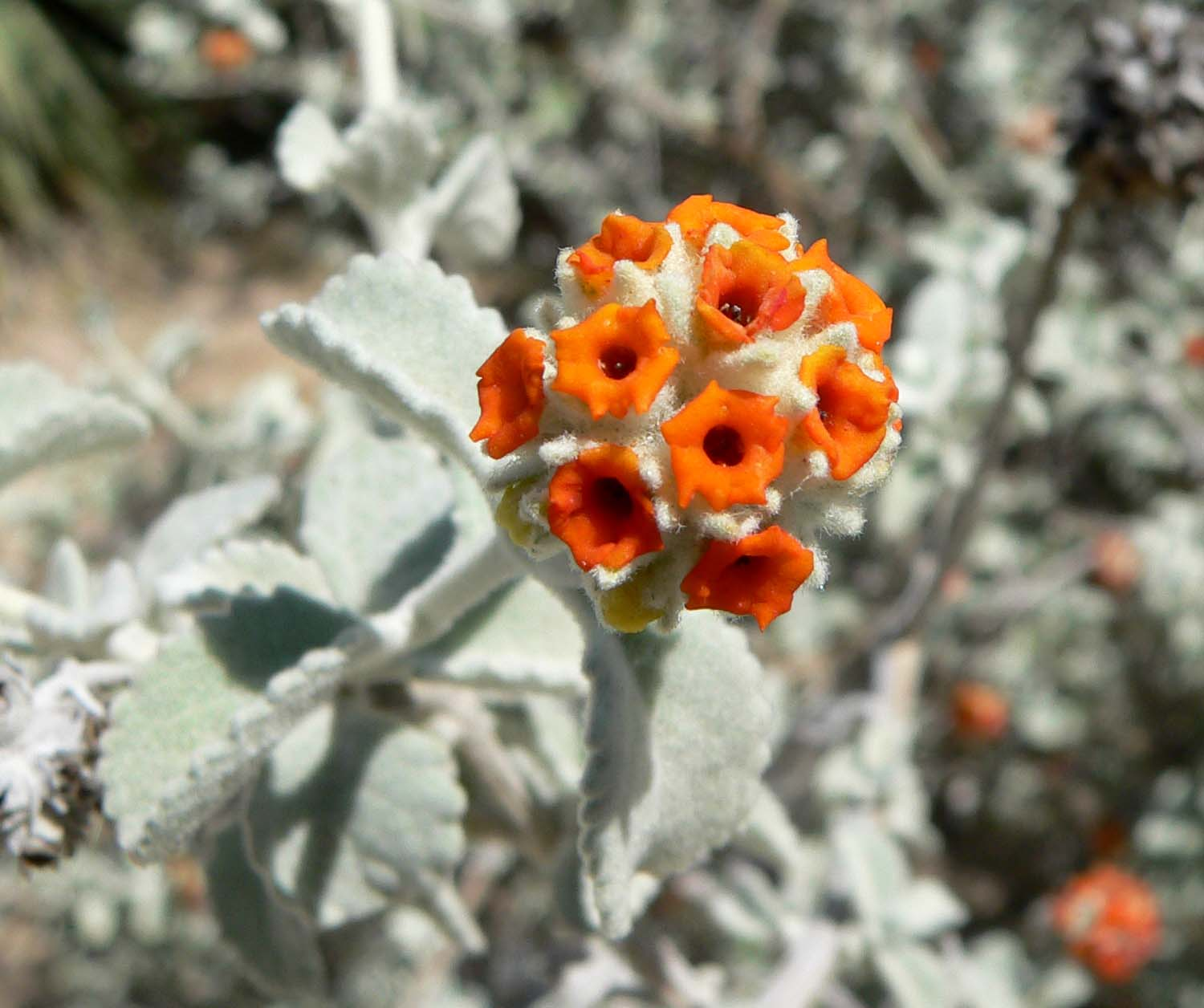
Florile plantei endemice Deșertului Chihuahua Buddleja marrubiifolia
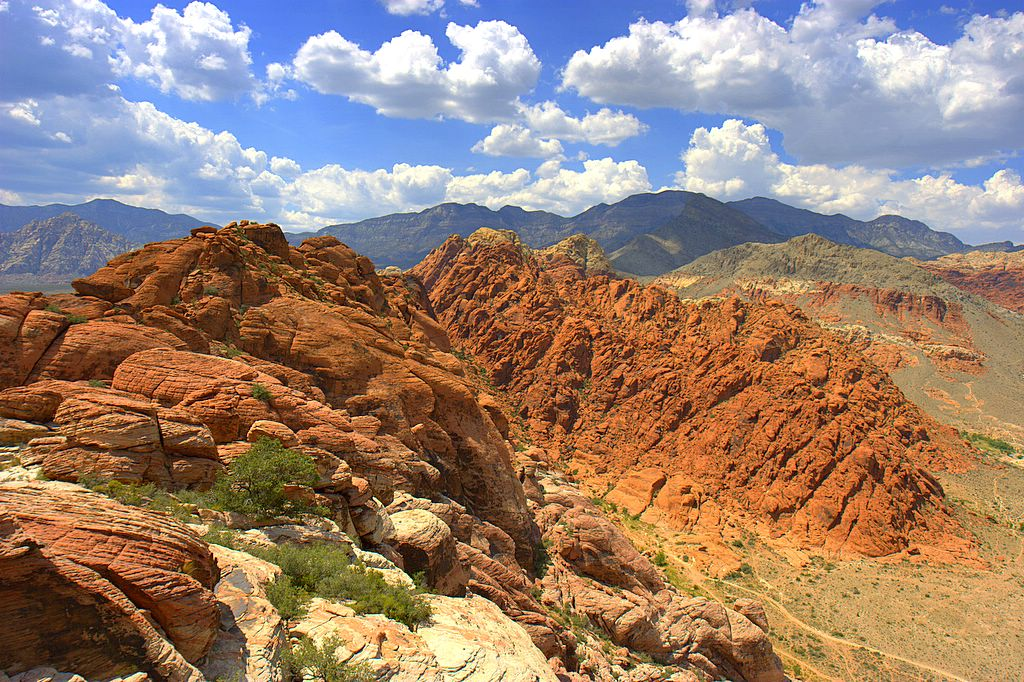
Bazinul Calisco al Deșertului Mojave